# 劉逈
劉迥（1485年—？），字維中，四川潼川州射洪縣民籍，江西吉安府吉水縣人，明朝政治人物。

## 生平
四川鄉試第三十名舉人，正德十六年（1521年）中式辛巳科會試第三百四十七名，三甲第一百一十八名進士。

## 家族
曾祖劉長器；祖父劉持漢，壽官；父劉賢，弘治六年進士。母楊氏。具慶下。妻王氏。兄劉价，弟劉異、劉縉、劉遇、劉暘、劉時、劉曉。